# Otto Hohnstein
Karl August Otto Hohnstein (* 7. Juli 1842 in Braunschweig; † 3. März 1909 ebenda) war ein deutscher Lehrer und Historiker.

## Leben und Werk

Geschichte des Herzogtums Braunschweig von 1908.

Hohnstein studierte ab 1862 in Göttingen Theologie und Geschichte. Nach dem Examen wurde er zunächst Lehrer an einer Privatschule in Braunschweig, 1870 wechselte er an die Höhere Töchterschule. Von 1875 bis 1896 lehrte er darüber hinaus an der privaten Handelsschule.
Hohnstein war treuer Anhänger des Welfen-Hauses und veröffentlichte zahlreiche Bücher und Aufsätze zur Geschichte der Stadt Braunschweig sowie zu der des Herzogtums Braunschweig und des Braunschweiger Landes. Sein bekanntestes Werk ist die 1908 erschienene Geschichte des Herzogtums Braunschweig, das lange ein Standardwerk zum Thema war.
Im Gegensatz zu den teilweise akademischen, umfangreichen und damit auch teuren Werken von Adolf Schaumann oder von Ottos von Heinemann, war es Hohnsteins Absicht mit seinem letzten Werk ein großes Publikum verständlich anzusprechen: „Der Verfasser will in anspruchsloser, allgemein verständlicher Form ein populäres Geschichtsbuch des Herzogtums Braunschweig bieten …“, wobei er sich auferlegte: „Das vorliegende Buch beschränkt sich auf Braunschweig und geht auf die Geschichte der übrigen welfischen Besitzungen nur in soweit ein, als es zum Verständnis und zum Zusammenhange durchaus notwendig ist.“

### Werke (Auswahl)
- Heinrich der Löwe: sein Leben, seine Thaten und seine Verdienste um Braunschweig …. 1881.
- Braunschweig am Ende des Mittelalters. 1886, DNB 981471986.
- Braunschweig in der Zeit vor dem dreißigjährigen Kriege. 1891.
- Der Fähnrich von Braunschweig. Historische Erzählung aus dem 17. Jahrhundert. 1906.
- Geschichte des Herzogtums Braunschweig. 1908, Nachdruck, v. Hirschheydt, Hannover-Döhren 1979, ISBN 3-7777-0052-5.